# Saulxures-sur-Moselotte
Saulxures-sur-Moselotte (Duits: Holenbach) is een gemeente in het Franse departement Vosges in de regio Grand Est. De La Bresse maakt deel uit van het arrondissement Épinal en sinds 22 maart 2015 van het op die dag opgerichte kanton La Bresse waarin de gemeenten werden opgenomen van het op die dag opgeheven kanton Saulxures-sur-Moselotte, waar Saulxures-sur-Moselotte daarvoor de hoofdplaats van was.

## Geografie
De oppervlakte van Saulxures-sur-Moselotte bedraagt 31,8 km², de bevolkingsdichtheid is 96,5 inwoners per km².
De onderstaande kaart toont de ligging van Saulxures-sur-Moselotte met de belangrijkste infrastructuur en aangrenzende gemeenten.

## Demografie
Onderstaande figuur toont het verloop van het inwonertal (bron: INSEE-tellingen).